# Ronde van Vlaanderen 1926
De 10de editie van de Ronde van Vlaanderen werd verreden op 21 maart 1926 over een afstand van 217 km met start en aankomst in Gent. De gemiddelde uursnelheid van de winnaar was 30,10 km/h. Van de 76 vertrekkers bereikten er 26 de aankomst.

## Hellingen
- Tiegemberg
- Kwaremont

## Uitslag
| Rang | Renner                 | Land      | Ploeg                       | Tijd     |
| ---- | ---------------------- | --------- | --------------------------- | -------- |
| 1    | Denis Verschueren      | België    | Wonder-Ravat                | 7.12'30" |
| 2    | Gustaaf Van Slembrouck | België    | J.B. Louvet-Wolber          | z.t.     |
| 3    | Raymond De Corte       | België    | J.B.Louvet-Pouchois         | z.t.     |
| 4    | Julien Delbecque       | België    | Armor-Dunlop                | z.t.     |
| 5    | Leon Parmentier        | België    | Automoto-Hutchinson         | z.t.     |
| 6    | Omer Vermeulen         | België    | Meteore-Wolber              | z.t.     |
| 7    | Gaston Rebry           | België    | Peugeot-Dunlop              | z.t.     |
| 8    | August Verdyck         | België    | Automoto-Hutchinson         | op 2'30" |
| 9    | Nicolas Frantz         | Luxemburg | Alcyon-Dunlop               | op 6'00" |
| 10   | Jules Huyvaert         | België    | La Française-Diamant-Dunlop | z.t.     |

1913 · 
1914 · 
1915 · 
1916 · 
1917 · 
1918 · 
1919 · 
1920 · 
1921 · 
1922 · 
1923 · 
1924 · 
1925 · 
1926 · 
1927 · 
1928 · 
1929 · 
1930 · 
1931 · 
1932 · 
1933 · 
1934 · 
1935 · 
1936 · 
1937 · 
1938 · 
1939 · 
1940 · 
1941 · 
1942 · 
1943 · 
1944 · 
1945 · 
1946 · 
1947 · 
1948 · 
1949 · 
1950 · 
1951 · 
1952 · 
1953 · 
1954 · 
1955 · 
1956 · 
1957 · 
1958 · 
1959 · 
1960 · 
1961 · 
1962 · 
1963 · 
1964 · 
1965 · 
1966 · 
1967 · 
1968 · 
1969 · 
1970 · 
1971 · 
1972 · 
1973 · 
1974 · 
1975 · 
1976 · 
1977 · 
1978 · 
1979 · 
1980 · 
1981 · 
1982 · 
1983 · 
1984 · 
1985 · 
1986 · 
1987 · 
1988 · 
1989 · 
1990 · 
1991 · 
1992 · 
1993 · 
1994 · 
1995 · 
1996 · 
1997 · 
1998 · 
1999 · 
2000 · 
2001 · 
2002 · 
2003 · 
2004 · 
2005 · 
2006 · 
2007 · 
2008 · 
2009 · 
2010 · 
2011 · 
2012 · 
2013 · 
2014 · 
2015 · 
2016 · 
2017 · 
2018 · 
2019 · 
2020 · 
2021 · 
2022 · 
2023 · 
2024
Lijst van beklimmingen